# 栢景臺

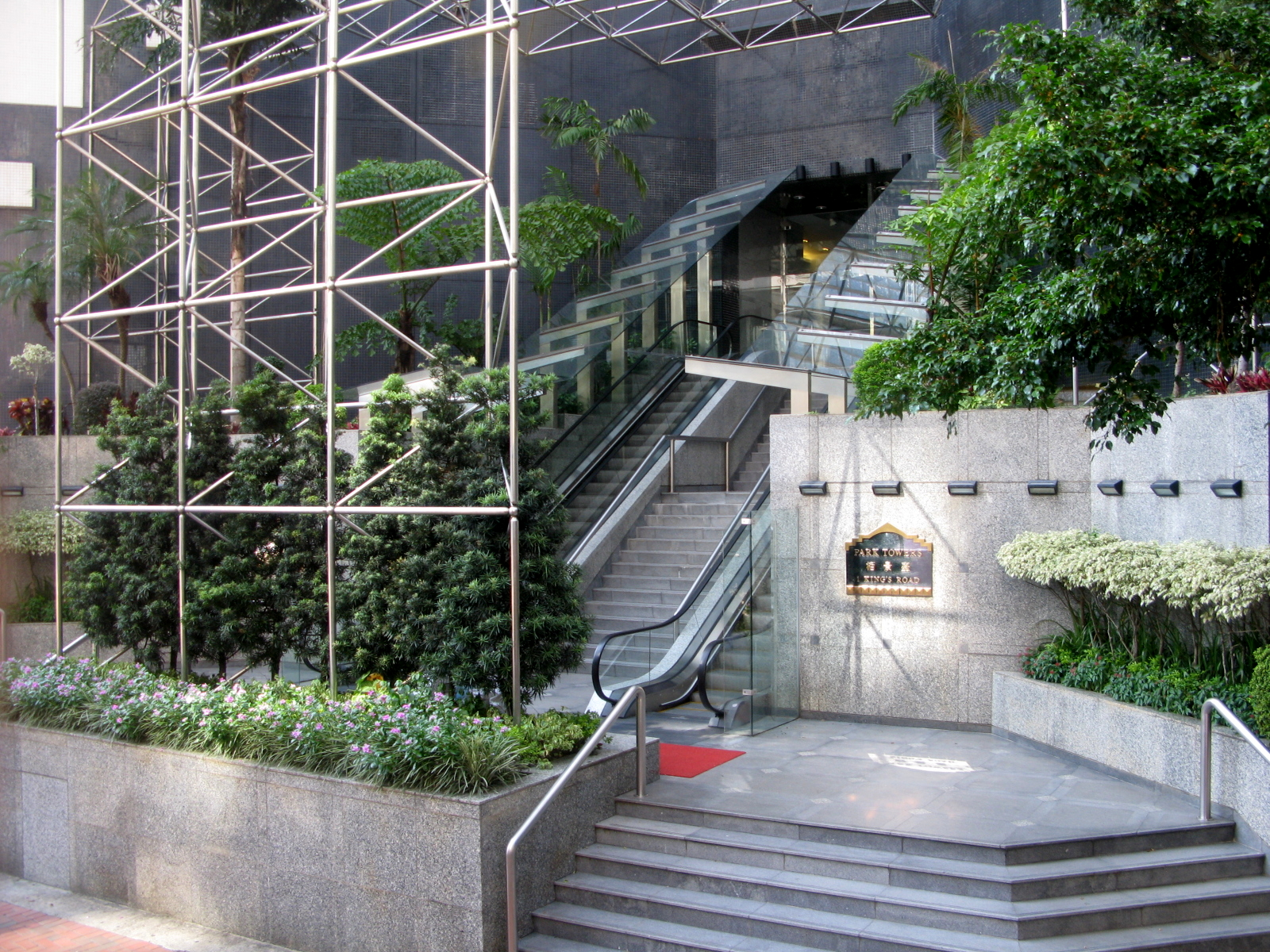
住宅入口

栢景臺（英語：Park Towers）是香港一個豪華住宅，位於香港島灣仔區的銅鑼灣英皇道1號（俗稱天區），是香港首個位於地鐵站上蓋的豪宅項目，為港鐵港島綫天后站上蓋物業，於1989年建成入伙，由伍振民建築師事務所設計，發展商為恒隆地產、港鐵公司及新世界發展。

## 歷史
栢景臺的地盤前身是銅鑼灣裁判司署，因興建港鐵的港島綫工程，1982年首先收回銅鑼灣（裁判司署）總站，並將介乎電氣道及英皇道之間一段留仙街及油站夷為平地，改建後的留仙街被改建為行人專用區。1986年12月14日，銅鑼灣裁判法院遷往港灣道灣仔政府大樓，銅鑼灣裁判司署大樓亦於1987年初拆卸。
栢景臺地盤在1987年12月28日，曾經發生四級火警，加上同期勞工短缺，導致屋苑未能於1988年如期竣工。其後於1992年，其停車場發生了汽車炸彈爆炸事件，幸無造成傷亡。

## 特色
栢景臺由兩座分別40層及30層高大廈組成，10樓開始是住宅層，是同區之中最高的樓宇。當中以向北及向西的單位景觀最佳，能俯瞰維園及維多利亞港海景。第1座設有8個頂層複式單位，建築面積由3125至3557平方呎不等。

## 設施
物業9樓設有會所，設有游泳池、壁球室、籃球室、跳舞室、多用途室、閱讀室、健身室、兒童遊樂場、及乒乓球室等。

## 鄰近建築
栢景臺位於港鐵天后站上蓋，鄰近維多利亞公園及東岸公園主題區。附近住宅有柏傲山、傲龍軒、飛龍臺等。附近亦有銅鑼灣天后廟、蓮花宮、香港中央圖書館、銅鑼灣運動場、銅鑼灣消防局、以至名校皇仁書院、庇理羅士女子中學、聖公會聖米迦勒小學及聖公會聖彼得堂。步行往銅鑼灣只需8至10分鐘。

## 著名住客
- 「白花油王子」顏福偉
- 「印尼鋼鐵大王」劉常仁

## 外部連結
- 雅虎地產新聞：栢景臺基本資料[]
- 栢景臺地圖 （页面存档备份，存于）

1. ↑  . 地下鐵路公司. 1989-03-03: 29.